# Bohdan Kolmakov
Bohdan Kolmakov (en ucraniano: Богдан Колмаков; 23 de noviembre de 1997) es un deportista ucraniano que compite en parkour.
Ganó una medalla de oro en el Campeonato Mundial de Parkour de 2022, en la prueba de velocidad. Además, consiguió una medalla de oro en los Juegos Mundiales de 2022.

## Palmarés internacional
| Campeonato Mundial | Campeonato Mundial | Campeonato Mundial | Campeonato Mundial |
| Año                | Lugar              | Medalla            | Prueba             |
| ------------------ | ------------------ | ------------------ | ------------------ |
| 2022               | Tokio (Japón)      | Medalla de oro     | Velocidad          |